# Streicherserenade (Tschaikowski)
Die Serenade für Streicher in C-Dur, Opus 48, von Pjotr Iljitsch Tschaikowski ist eine 1880 uraufgeführte Komposition spätromantischer Musik.

## Form
Die Streicherserenade Tschaikowskis hat vier Sätze:
1. Pezzo in forma di sonatina: Andante non troppo — Allegro moderato
2. Valse: Moderato — Tempo di valse
3. Élégie: Larghetto elegiaco
4. Finale (Tema russo): Andante — Allegro con spirito

Tschaikowski wollte mit dem ersten Satz Mozarts Stil imitieren, der selbst viele Serenaden komponiert hatte und dadurch als Vorbild galt: Der Satz ist in Form einer klassischen Sonatine geschrieben, mit einer langsamen Einleitung. Die 36-taktige Einleitung, Andante non troppo, ist mit der Anweisung sempre marcatissimo überschrieben und übersät mit Doppelgriffen in den Violinen und Violen, die zu dichten Akkordstrukturen überleiten. Der Beginn der Serenade wird im letzten Teil des Satzes wiederholt und erscheint (in transformierter Gestalt) erneut im Schlussteil des vierten Satzes. Auf diese Weise wird das Ganze zusammengehalten.
Auf dem zweiten Notenblatt schrieb der Komponist: „Je größer das Streichorchester, desto besser! Dies entspricht genau meinen Intentionen.“
Es findet sich eine weitere Anmerkung auf der Originalpartitur: „Je zahlreicher das Streichorchester desto mehr wird es den Wünschen des Componisten entsprechen.“ (IMSLP380582-PMLP04623-SerenadeOp48jur)
Der zweite Satz, ein Walzer, ist sehr populär geworden und hat sich „verselbständigt“.

## Sonstiges
- Die Musik wurde 1934 zur Grundlage eines Balletts von George Balanchine, der Serenade.
- Der Walzer im zweiten Satz, arrangiert für Sopran und Orchester, wurde 1945 für den MGM-Film Anchors Aweigh benutzt, ausgeführt von Kathryn Grayson, mit José Iturbi als Dirigent des MGM-Studioorchesters.
- Ausschnitte der Musik wurden 2005 im von Boris Eifman choreographierten Ballett Anna Karenina benutzt,  nach dem gleichnamigen Roman von Leo Tolstoi.